# Бенкендорф, Иван Александрович
Иван Александрович Бенкендорф (нем. Johann Ulrich Nathanael von Benckendorff; 1882, Йендель —1919) — российский дипломат, барон из прибалтийских немцев. Внук Ермолая Павловича Бенкендорфа.
Имел большие поместья в селах Сосновка (совр. рабочий поселок) и Христофоровка (совр. Сосновского района Тамбовской области). Члены рода Бенкендорфов были владельцами образцового имения, принимали активное участие в общественной жизни.
В 1903 году окончил Александровский лицей одним из лучших учеников, 1904—1906 годы — коллежский асессор, дежурный воспитатель в Александровском лицее.  В 1908 году поступил на дипломатическую службу, произведен в тайные советники, назначен камергером Императорского двора. В 1912—1914 гг. —  чиновник для особых поручений Министерства иностранных дел, второй секретарь российского посольства в Берлине. Во время Первой мировой войны (в 1916—1917 гг.) служил в ведомстве военной цензуры. 
Жена с 1911 года — Мария Закревская-Бенкендорф (Будберг).
Жили в замке Йендель, который барон построил в 1915 году в Эстляндии (входившей в состав Российской империи).
Убит крестьянами в 1919 году в Эстонии во время революции.

## Семья
- Сын — Павел Иванович Бенкендорф (11 сентября 1913, Янеда — 24 декабря 1996, Мюнхен), по образованию агроном[4]. Дочери-близнецы (г.р.1947): Филиппа и Каролина (актриса Каролин Сеймур, была замужем за Питером Медаком).
- Дочь — Татьяна Ивановна Бенкендорф (15 января 1915, Петроград — 5 декабря 2004, Лондон), в замужестве Александер[4], её дочь — бизнесвумен Хелен Александер[5].